# وقود حيوي

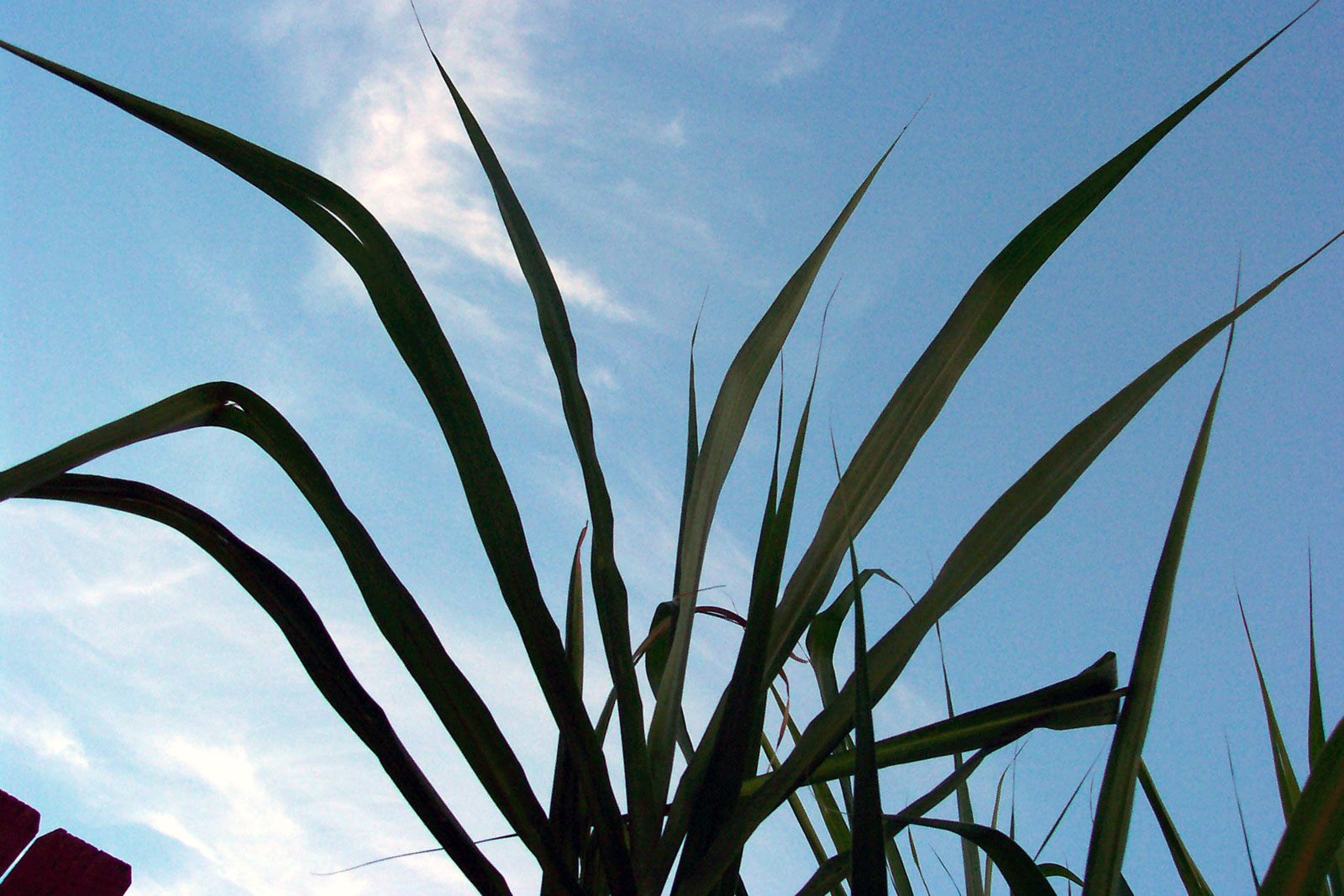
قصب السكر أحد مصادر الطاقة الحيوية.

الوقود الحيوي هو الطاقة المستمدة من الكائنات الحية سواء النباتية أو الحيوانية منها. وهو أحد أهم مصادر الطاقة المتجددة، على خلاف غيرها من الموارد الطبيعية مثل النفط والفحم الحجري وكافة أنواع الوقود الإحفوري والوقود النووي.
بدأت بعض المناطق بزراعة أنواع معينة من النباتات خصيصاً لاستخدامها في مجال الوقود الحيوي، منها الذرة وفول الصويا في الولايات المتحدة. وأيضا اللفت، في أوروبا. وقصب السكر في البرازيل. وزيت النخيل في جنوب شرق آسيا.
أيضا يتم الحصول على الوقود الحيوي من التحليل الصناعي للمزروعات والفضلات وبقايا الحيوانات التي يمكن إعادة استخدامها، مثل القش والخشب والسماد، وقشر الارز، وتحلُل نفايات المنازل ونفايات الورش والمصانع، ومخلفات الأغذية، التي يمكن تحويلها إلى الغاز الحيوي عن طريق ميكروبات ذات الهضم اللاهوائي.
الكتلة الحيوية المستخدمة كوقود يتم تصنيفها على عدة أنواع، مثل النفايات الحيوانية والخشبية والعشبية، كما أن الكتلة الحيوية ليس لها تأثير مباشر على قيمتها بوصفها مصدر للطاقة.

## الطاقة الحيوية والبيئة
من الملاحظ حالياً أن الأنواع الأخرى من الطاقة المتجددة تتفوق على الوقود الحيوي من حيث أثر محايدة الكربون، وذلك بسبب ارتفاع استخدام الوقود الاحفوري في إنتاجه. بالإضافة إلى ناتج احتراق الوقود الحيوي من ثاني أوكسيد الكربون فضلاً عن الغازات غير البيئية الأخرى.
الكربون الناتج عن الوقود الحيوي لا يتمثل فقط بنواتج الاحتراق وإنما يضاف إليه ما هو صادر عن النبات خلال دورة نموه. لكن الجانب الإيجابي من الموضوع هو أن النبات يستهلك ثاني أوكسيد الكربون في عمليات التركيب الضوئي (التمثيل الضوئي) ومن هنا أتى ما يسمى بتعديل الكربون أو «محايدة الكربون».
ومن الواضح أيضا أن قطع الأشجار في الغابات التي نمت منذ مئات أو آلاف السنين، لاستخدامها كوقود حيوي، دون أن تستبدل لن يساهم في الأثر المحايد للكربون. ولكن يعتقد الكثيرون أن السبيل إلى الحد من زيادة كمية ثاني أكسيد الكربون في الغلاف الجوي هو استخدام الوقود الحيوي لاستبدال مصادر الطاقة غير المتجددة.

## محاصيل الطاقة
يستخدم هذا المصطلح للدلالة على بعض الأنواع الزراعية أو الحشائش التي تزرع بغرض استعمالها لإنتاج الطاقة مثل. يمكن تقسيم محاصيل الطاقة إلى ثلاثة أقسام:
- المحاصيل التي تستخدم لإنتاج الإيثانول الحيوي: مثل الذرة وقصب السكر، بالإضافة إلى إمكانية تحضير الإيثانول من أي مركب عضوي.
- المحاصيل التي تستخدم لإنتاج الديزل الحيوي: مثل فول الصويا السلجم والكاميلينا.
- المحاصيل التي تستخدم لإنتاج الطاقة الحرارية عن طريق الحرق: من أمثلة هذه النباتات الثمام العصوي ولحية الرجل والحشيشة الفضية. كذلك يمكن استخدام بقايا المحاصيل أو الأخشاب.

## ازمة الغذاء العالمي

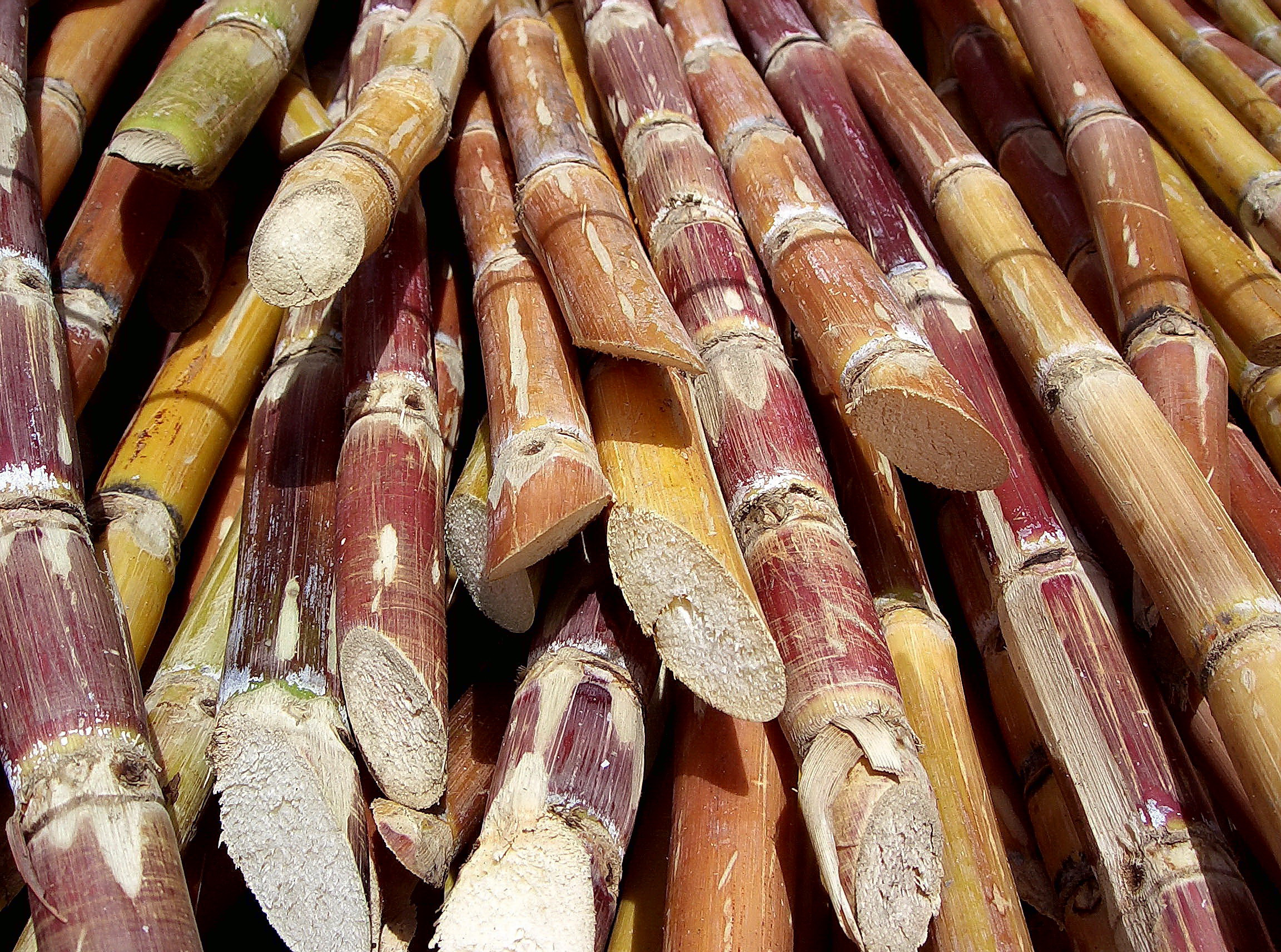
قصب السكر الفنزويلي (الساكاروم) يتم حصاده للمعالجة.

شاهد عام 2008 ارتفاعا كبيرا في أسعار المواد الغذائية، مما تسبب في أن بعض الناس في بعض الدول الفقيرة أصابتهم جائحة الجوع، حتى أنها أدت إلى سقوط الوزارة في تاهيتي. وزاد عدد الناس في العالم الذين يتعرضون للجوع وقلة الغذاء حتى وصل عددهم إلى 963 مليون نسمة خلال عام 2008.
وترجع تلك الأزمة إلى زيادة إنتاج محاصيل الطاقة الحيوية من ضمنها مساحات كبيرة جدا تزرع في الولايات المتحدة وأوروبا والبرازيل للنباتات زيتية وقصب السكر يمكن استخدام منتجاتها لتشغيل السيارات والحافلات، إنتاج الطاقة. بذلك قلت محاصيل المواد الغذائية في العالم وارتفعت أسعارها بحيث لم تكن في متناول الكثيرين من فقراء أفريقيا وأسيا.
تحاول برنامج الغذاء العالمي على لفت نظر الحكومات والمستثمرين الذين يجنون أرباحا من محاصيل الطاقة الحيوية التي تنتج غذاء إلى ضرورة الاهتمام أولا بالإنسان وغذائه، وألا يكون السباق وراء الوقود الحيوي وما يأتي به من أرباح عاملا على ضياع فئات بشرية وفنائها.

## تلوث المياه الجوفية
يهتم الاتحاد الأوروبي بظاهرة سلبية لتحضير غاز الوقود من بعض المحاصيل والمخلفات الحيوية في بعض مناطق أوروبا بسبب تزايد نسبة النترات في المياه الجوفية. في بعض تلك المناطق وصل تركيز النترات في المياه الجوفية إلى نحو 90 مليجرام /لتر، وهي كمية مقاربة لضعف الكمية التي حددها الاتحاد الأوروبي لتركيز تلك المادة وتقدر بـ 50 مليجرام/لتر فقط. تلك مناطق زراعية وتربى فيها الماشية، وبها معامل لإنتاج الغاز الحيوي. بذلك تتكاثر كمية النترات في الحقول بسبب استخدام الفلاحين للأسمدة الصناعية، بالإضافة إلى التسميد بمخلفات الحيوان، وتتراكم عليها نترات قادمة من النفايات المتخلفة عن إنتاج الغاز الحيوي.
لا يستطيع النبات امتصاص كل تلك النترات المتراكمة في الأرض، حيث يستغل النبات جزء منها، ويتسرب أغلبها إلى المياه الجوفية، مما يتسبب في وجود نسبة كبيرة من النترات في مياه الشرب.
في جسم الإنسان يتحول النترات إلى نتريت وهي مادة تعتبر من مسببات أمراض السرطان. حيث أن النتريت يتحول في جسم الإنسان إلي نتروأمين الضارة لخلايا الجسم.
حدود تركيز النترات في المياه يبلغ 50 مليجرام لكل لتر، وترى المجموعة المتخصصة بالإتحاد الأوروبي في ضرورة خفض ذلك الحد إلى مستوى 25 مليجرام / لتر.

## الأجيال

### الجيل الأول من الوقود الحيوي
يتمثل «الجيل الأول» أو الوقود الحيوي التقليدي بأنواع الوقود الحيوي المصنوعة من المحاصيل الغذائية المزروعة على الأراضي الصالحة للزراعة. ومع جيل الوقود الحيوي الإنتاجي هذا، فإن المحاصيل الغذائية تُزرع صراحةً لإنتاج الوقود دون أي غرض آخر. يُحوّل السكر أو النشاء أو الزيت النباتي المستخلص من المحاصيل إلى وقود ديزل حيوي أو إيثانول باستخدام عملية الأسترة الكيميائية أو تخمير الخميرة.

### الجيل الثاني من الوقود الحيوي
يتمثل الجيل الثاني من أنواع الوقود الحيوي بأنواع الوقود المصنّعة من أنواع مختلفة من الكتلة الحيوية. والكتلة الحيوية مصطلح واسع النطاق يشير لأي مصدر للكربون العضوي يتجدد بسرعة كجزء من دورة الكربون. تُستمد الكتلة الحيوية من مواد نباتية، لكنها يمكن أن تشمل أيضًا موادًا حيوانية.
في حين أن الجيل الأول من أنواع الوقود الحيوي مصنوع من أنواع السكر والزيوت النباتية الموجودة في المحاصيل الصالحة للزراعة، فإن الجيل الثاني من أنواع الوقود الحيوي مصنوع من الكتلة الحيوية الليغنوسليلوزية أو المحاصيل الخشبية أو المخلفات الزراعية أو فضلات المواد النباتية (من المحاصيل الغذائية التي أدت غرضها الغذائي فعليًا). بالتالي فإن المواد الخام المستخدمة لتوليد الجيل الثاني إمّا تنمو على الأراضي الصالحة للزراعة لكنها مجرد منتجات ثانوية للحصاد الفعلي (المحاصيل الرئيسية) أو أنها تزرع على الأراضي التي لا يمكن استخدامها لزراعة المحاصيل الغذائية بشكل فعّال وفي بعض الحالات لا تُستخدم المياه الزائدة أو الأسمدة لها. تتضمن المواد الغذائية غير البشرية الخام للجيل الثاني الأعشاب واليطروفة ومحاصيل البذور الأخرى ومخلفات الزيت النباتي والنفايات الصلبة الحضرية وما إلى ذلك.
لهذه الأمر مزايا وعيوب على حدٍّ سواء. والميزة هنا هي أنه على النقيض من المحاصيل الغذائية العادية، لا تُستخدم الأراضي الصالحة للزراعة لإنتاج الوقود فحسب. العيب هو أنه على عكس المحاصيل الغذائية العادية، قد يكون من الصعب استخراج الوقود. فعلى سبيل المثال، قد يستلزم الأمر سلسلة من المعالجات الفيزيائية والكيميائية لتحويل الكتلة الحيوية الليغنوسليلوزية إلى أنواع وقود سائلة مناسبة للنقل.

### الجيل الثالث من الوقود الحيوي
في الفترة الممتدة بين عامي 1978- 1996، أجرى المختبر الوطني للطاقة المتجددة في الولايات المتحدة (إن آر إي إل) تجارب على استخدام الطحالب كمصدر للوقود الحيوي ضمن برنامج الأنواع المائية. ضمن هيئة الوقود الحيوي التابعة لجامعة نيو هامشير، نشر مايكل بريغز مقالة قدّم فيها تقديرات لاستبدال كل وقود المركبات بالوقود الحيوي بشكل واقعي باستخدام الطحالب التي لها محتوى نفطي طبيعي بنسبة أكبر من 50%، والتي يمكن  زراعتها حسبما يقترحه بريغز على برك الطحالب في محطات معالجة مياه الصرف الصحي. ويمكن بعد ذلك استخراج الطحالب الغنية بالنفط من النظام ومعالجتها لتصبح وقود حيوي مع إعادة معالجة باقي الطحالب الجافة لإنتاج الإيثانول. ولم يجرِ إنتاج الطحالب لحصاد النفط من أجل الوقود الحيوي على نطاق تجاري بعدْ، لكن أُجرِيت دراسات جدوى للتوصل إلى تقديرات المحصول المذكور أعلاه. بالإضافة إلى العائد المرتفع المتوقع، فإن زراعة الطحالب - على النقيض من الوقود الحيوي القائم على المحاصيل - لا تستلزم انخفاضًا في إنتاج الغذاء لأنها لا تتطلب الأرض الزراعية ولا المياه العذبة. تسعى العديد من الشركات لمفاعلات الطحالب الحيوية لأغراض مختلفة، بما في ذلك زيادة إنتاج الوقود الحيوي إلى مستويات تجارية. استعرض البروفيسور رودريغو إي. تيكسيرا من جامعة ألاباما في هنتسفيل عملية استخراج ليبيدات الوقود الحيوي من الطحالب الرطبة باستخدام تفاعل بسيط واقتصادي في السوائل الأيونية.

### الجيل الرابع من الوقود الحيوي
على نحو مماثل للجيل الثالث من الوقود الحيوي، يُصنّع الجيل الرابع من الوقود الحيوي باستخدام الأراضي غير الصالحة للزراعة. لكن على عكس الجيل الثالث، فهو لا يتطلب تدمير الكتلة الحيوية. وهذه الفئة من أنواع الوقود الحيوي تشمل الوقود الكهربائي والوقود الشمسي الضوئي. وبعض أنواع الوقود هذه محايد للكربون.